# Not Fade Away (chanson)
Pour les articles homonymes, voir Not Fade Away.
Singles de The Crickets
Peggy Sue
(1957) Love Me
(1958)
Not Fade Away est une chanson écrite par Buddy Holly et Norman Petty, enregistrée par Holly avec son groupe, The Crickets, en 1957. Elle est construite sur une variante du « Bo Diddley beat », rythme popularisé par Bo Diddley. Elle est parue en face B du 45 tours Oh, Boy! en octobre 1957, puis sur l'album The "Chirping" Crickets en novembre de la même année.

## Musiciens
- Buddy Holly : chant, guitare, chœurs
- Niki Sullivan : guitare rythmique, chœurs
- Joe B. Mauldin : contrebasse
- Jerry Allison : batterie

## Reprise des Rolling Stones
Singles de The Rolling Stones
I Wanna Be Your Man
(1963) It's All Over Now
(1964)

### Historique
Après avoir écouté le single de Buddy Holly, Keith Richards comprend que la chanson correspond au répertoire des Rolling Stones et la propose au groupe, qui la reprend en version plus rock en mettant en avant le « Bo Diddley beat ». Leur producteur Andrew Loog Oldham comprend très vite que la chanson est leur prochain single.
La chanson est enregistrée le 10 janvier 1964 durant les sessions du premier album du groupe au Regent Sound Studio à Londres. La piste de base est enregistrée en 25 minutes. Puis le doublement de voix de Mick Jagger, le solo de Keith Richards sur sa guitare Harmony Meteor, le tambourin, les maracas et les claquements de mains de Mick Jagger sont ajoutés.

### Musiciens
- Mick Jagger : chant, claquements de mains, Tambourin, maracas
- Keith Richards : guitare 12 cordes, guitare solo
- Brian Jones : harmonica
- Bill Wyman : basse
- Charlie Watts : batterie

### Parution et réception
Le 21 février 1964, la chanson sort en single, avec en face B la chanson Little By Little. Cette dernière, composée collectivement par le groupe (crédité Nanker Phelge) et Phil Spector, est enregistrée le 4 février 1964 durant les mêmes sessions, où le groupe, épuisé par l'enregistrement, reçoit la visite de Phil Spector et de Gene Pitney qui y participent, apportant de la sérénité à l'ambiance. Le single atteint la troisième place des charts en Angleterre. Cependant, il est coutume au Royaume-Uni de ne pas publier sur les albums les chansons sorties en single, et Not Fade Away ne fait pas exception à la règle. Aux États-Unis, la chanson apparaît sur la version américaine de l'album, rebaptisé England's Newest Hit Makers.

## Autres reprises notables
Not Fade Away a été également reprise par de très nombreux artistes, parmi lesquels :
- Rolling Stones sur l'album américain England's Newest Hit Makers (1964)
- Rush en single (1973)
- The Everly Brothers en single (1973)
- Black Oak Arkansas sur l'album Race with the Devil (1977)
- Steve Hillage sur l'album Motivation Radio (1977)
- Stephen Stills sur l'album Thoroughfare Gap (1978)
- Mick Fleetwood sur son premier album solo The Visitor (1981)
- Foreigner sur l'album live Best of Live enregistré en tournée entre 1978 et 1988. La chanson elle-même a été jouée lors d'un concert en 1985.
- Sheryl Crow en single (2007)
- James Taylor sur l'album Covers (2008)
- Grateful Dead, sur scène, entre 1970 et 1995.

La chanson est adaptée en français par Dick Rivers et Mya Simille sous le titre Bientôt à toi en 1964. Eddy Mitchell l'enregistre pour son album de 1979 C'est bien fait, sous le titre Comment ça fait ?, avec les paroles de Boris Bergman et lui-même.